# Mohammad Forouzandeh

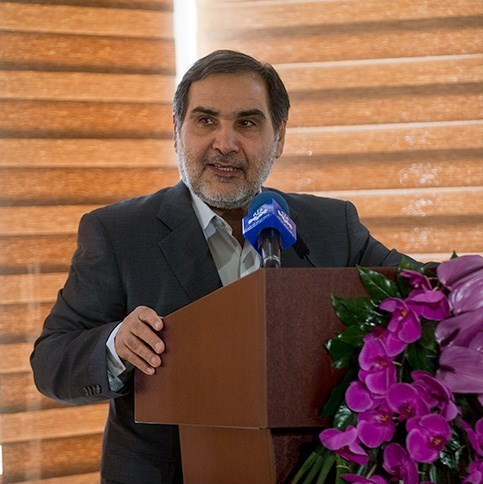
Mohammad Forouzandeh, 2014

Mohammad Forouzandeh (persisch محمد فروزنده‎; * 1. Januar 1960 in Teheran, Iran) ist ein iranischer Politiker, früherer Militärkommandant der Iranischen Revolutionsgarde (IRGC) und ehemaliger Verteidigungsminister. Er war von 2007 bis 2012 Mitglied des Schlichtungsrates.
Er ist der Chef der Stiftung der Islamischen Revolution (persisch بنیاد مستضعفان انقلاب اسلامی, früher: Stiftung der Unterdrückten und Kriegsveteranen), des zweitgrößten Handelsunternehmens im Iran (nach der staatseigenen National Iranian Oil Company) und größten Holdinggesellschaft im Mittleren Osten (Middle East).
Die iranischen Nachrichtenagenturen ISNA und Mehr meldeten, von Rohani würde er zum Vorsitzenden des Obersten Nationalen Sicherheitsrates nominiert.